# そり舌音

調音部位

唇音
両唇音
唇歯音
舌頂音
舌尖音 / 舌端音
舌唇音
歯間音
歯音
歯歯茎音
歯茎音
後部歯茎音
そり舌音
歯茎硬口蓋音
舌背音
硬口蓋音
軟口蓋音
口蓋垂音
咽喉音
咽頭音
喉頭蓋音
声門音
二重調音
両唇軟口蓋音

▶ 調音方法

そり舌音／反舌音（そりじたおん、英: retroflex）は、舌尖または下部舌端を後部歯茎から硬口蓋の前部までの部分に接触・接近させて発音する子音。

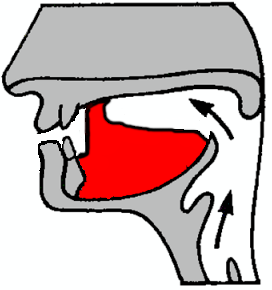
そり舌音の舌の位置（南インドの言語）

このかぎのようなものをつける以外に[ ̣]を使うこともある。

## 名称
調音部位による命名の原則に従えば、下部舌端前部硬口蓋音（英: sublamino-prepalatal）および下部舌端後部歯茎音（英: sublamino-postalveolar）が該当する。下部舌端後部歯茎音は、舌端裏後部歯茎音ともいう。後部歯茎音の一種になるはずだが、音声学では伝統的に後部歯茎音というと舌端で調音される音のみを指し、そり舌音とは区別される。
古い書籍では頂音 (英語: cerebral または cacuminal) と呼ばれることがある。これはインドの伝統的な音声学でそり舌を意味する mūrdhan (頭、頭蓋骨) の直訳だが、調音位置と無関係なので、言語学用語としては望ましくない。

## 調音のしかた
正確な調音部位は言語によって異なる。マラヤーラム語などの南インド諸語の場合は舌尖を後部歯茎に付けたのち、離さずに口腔の奥の方へとずらし、硬口蓋がへこんでいるところまで来たら止める。ここが下部舌端前部硬口蓋音の調音部位である。これをやや前の方へずらすと下部舌端後部歯茎音の調音部位となる。
ヒンディー語などの北インド諸語では舌尖と歯茎の一番盛り上がった部分より少し後ろの部分によって調音される。舌端は上あごから離れて、舌の中央が両側に対して凹んだ形になる。
中国語北京方言のそり舌音やロシア語の ш などでは、実際には舌は反っていない。ポーランド語のそり舌音は舌尖または舌端音で、舌は平たく、おそらく後退しており、また唇の丸めと突き出しを伴っている。これによって舌と唇の間の空間が広くなり、周波数が下がるのだという。ラディフォギッドらによれば、中国語やポーランド語のものはそり舌音と呼ぶべきではなく、舌が平らな舌端後部歯茎音であるという。

## 国際音声記号
国際音声記号（IPA）では、以下の記号を使用する。
| IPA  | 名称               | 例               | 例                    | 例             | 例         |
| IPA  | 名称               | 言語             | 正書法                | IPA            | 意味       |
| ---- | ------------------ | ---------------- | --------------------- | -------------- | ---------- |
| [ɳ]  | そり舌鼻音         | パンジャーブ語   | ਪਾਣੀ (pāṇī)             | [paːɳiː]       | 水         |
| [ʈ]  | 無声そり舌破裂音   | ヒンディー語     | छोटा (choṭā)            | [cʰoːʈaː]      | 小さい     |
| [ɖ]  | 有声そり舌破裂音   | スウェーデン語   | nord                  | [nuːɖ]         | 北         |
| [ʂ]  | 無声そり舌摩擦音   | 普通話           | 上海（Shànghǎi）      | [ʂɑŋ˥˩.xaɪ̯˨˩˦] | 上海       |
| [ʐ]  | 有声そり舌摩擦音   | ロシア語         | жаба (zhaba)          | [ˈʐabə]        | ヒキガエル |
| [ʈʂ] | 無声そり舌破擦音   | 普通話           | 中国、中國 (Zhōngguó) | [ʈ͡ʂʊŋ˥.ku̯o̜˧˥]  | 中国       |
| d͡ʐ   | 有声そり舌破擦音   | ポーランド語     | dżem                  | [d͡ʐɛm]         | ジャム     |
| [ɻ]  | そり舌接近音       | タミル語         | தமிழ் (Tamiḻ)           | [t̪ɐmɨɻ]        | タミル語   |
| [ɭ]  | そり舌側面接近音   | 朝鮮語           | 말 (mal)              | [maːɭ]         | 言葉       |
| [ɽ]  | そり舌はじき音     | ヒンディー語     | पहाड़ (pahāṛ)           | [pəhaːɽ]       | 山         |
| [‼︎]  | そり舌吸着音       | クン・ホアン語族 |                       | [ᶢ‼︎ú]          | 水         |
| [ɭ̆]  | そり舌側面はじき音 | パシュトー語     | ړوند                  | [ɭ̆und]         | 盲目       |